# Pristimantis abakapa
Pristimantis abakapa es una especie de anfibio anuro de la familia Craugastoridae.

## Distribución geográfica y hábitat
Solo es conocida en su localidad tipo, el tepuy Abakapá (macizo de Chimantá, Venezuela). Su rango altitudinal oscila entre 900 y 2245 m s. n. m..